# Африканские пятнистые акулы
Африканские пятнистые акулы (лат. Holohalaelurus) — род хрящевых рыб семейства кошачьих акул (Scyliorhinidae).

## Описание
Акулы с очень широкой головой и коротким рылом; задняя часть тела намного уже передней. Второй спинной плавник немного больше первого. Верхняя сторона тела покрыта узором из тёмных пятен на светлом фоне; на передней части нижней стороны разбросаны чёрные точки.

## Виды
- Holohalaelurus favus (Human, 2006)
- Holohalaelurus grennian (Human, 2006)
- Holohalaelurus melanostigma (Norman, 1939)
- Holohalaelurus punctatus (Gilchrist, 1914) — Африканская пятнистая акула
- Holohalaelurus regani (Gilchrist, 1922) — Пятнистая акула Ригана